# Pilótamadár
A pilótamadár (Pycnoptilus floccosus) a madarak osztályának verébalakúak (Passeriformes) rendjébe, az ausztrálposzáta-félék (Acanthizidae) családjába tartozó Pycnoptilus nem egyetlen faja. A családot egyes szervezetek a gyémántmadárfélék (Pardalotidae) családjának Acanthizinae alcsaládjaként sorolják be.

## Rendszerezése
A fajt John Gould angol ornitológus írta le 1851-ben.

## Alfajai
- Pycnoptilus floccosus floccosus Gould, 1851
- Pycnoptilus floccosus sandlandi Mathews, 1912[1]

## Előfordulása
Ausztrália délkeleti részén honos. Természetes élőhelyei a szubtrópusi és trópusi lombhullató erdők és mérsékelt övi erdők. Nem vonuló faj.

## Megjelenése
Testhossza 19 centiméter, testtömege 27 gramm.

## Életmódja
Rovarokkal táplálkozik, alkalmanként magvakat és gyümölcsöt is fogyaszt.